# Shunsuke Nunomaki

a Compétitions nationales et continentales officielles uniquement.

b Matchs officiels uniquement.
Dernière mise à jour le 10 février 2022.
Shunsuke Nunomaki (布巻 峻介, Nunomaki Shunsuke), né le 13 juillet 1992 à Fukuoka (Japon), est un joueur de rugby à XV international japonais évoluant au poste de troisième ligne aile. Il évolue avec le club des Saitama Wild Knights en League One depuis 2015.

## Carrière

### En club
Shunsuke Nunomaki a commencé par évoluer en championnat japonais universitaire avec son club de l'Université Waseda entre 2011 et 2015. Il remporte à deux reprises la ligue Kanto Taikosen en 2012 et 2015, et il est également finaliste du tournoi final en 2014. Il joue au poste de centre jusqu'à la fin de son parcours universitaire, avant de se reconvertir en troisième ligne.
Il a ensuite fait ses débuts professionnels en 2015 avec le club des Panasonic Wild Knights situé à Ōta et qui évolue en Top League. Lors de sa première saison avec ce club, il joue 8 matchs, à chaque fois en tant que remplaçant, et inscrit 1 essai. Lors de sa deuxième saison au club, il s'impose comme un titulaire en puissance en troisième ligne grâce à de grosses performances défensives, reléguant même l'international australien David Pocock sur le banc. Il prend également le brassard de capitaine à Shota Horie, le capitaine de la sélection nationale japonaise.
En 2017, il rejoint la franchise japonaise des Sunwolves, évoluant en Super Rugby. Il est peu utilisé avec cette équipe, jouant quatre rencontres lors de la première saison, puis trois la seconde. Il est ensuite absent pour la saison 2019, et fait son retour pour la dernière saison des Sunwolves en 2020.

### En équipe nationale
Shunsuke Nunomaki joue avec la sélection japonaise des moins de 20 ans lors des trophées mondiaux 2011 et 2012. 
Il est appelé pour la première fois à évoluer avec l'équipe du Japon lors de la tournée de novembre 2016. Il obtient sa première cape internationale le 12 novembre 2016 à l’occasion d’un match contre l'équipe de Géorgie à Tbilissi,.
En 2019, il fait partie du groupe élargi retenu pour préparer la Coupe du monde, mais n'est finalement pas retenu dans le groupe définitif.

## Palmarès

### En club
- Champion de Top League en 2016.

- Champion du All Japan Championship en 2016.
- Finaliste du All Japan Championship en 2017.

### En équipe nationale
- 7 sélections.
- 0 point.